# Con el viento solano (novela)
Con el viento solano es una novela del escritor español Ignacio Aldecoa publicada en Barcelona en 1956 por la Editorial Planeta.

## Argumento
El eje argumental es la huida de un gitano que ha apuñalado y muerto a un guardia civil en una reyerta en la feria de un pueblo castellano. El gitano huye por el campo, por ejemplo entre olivares, sufriendo la inclemencia del calor agobiante del verano acentuado por el influjo del viento solano. Asimismo el gitano sufre por el desamparo, la soledad, el miedo e incluso la desilusión porque nadie de los suyos le ayuda.

## La novela
La acción de la novela es continuación de la de El fulgor y la sangre en la que las mujeres de los guardias civiles esperan angustiosamente la noticia de quién exactamente ha sido el apuñalado. La acción se desarrolla durante seis días, de los cuales El fulgor y la sangre ocupa unas horas del primero, por lo que la acción de esta continuación empieza antes de la precuela. Aunque en ambas novelas hay acción y recuerdo, en Con el viento solano hay proporcionalmente más acción, aunque también el recuerdo pesa y también aquí es más importante que el suceso mismo.
Aldecoa valientemente emprende la tarea de tratar un tema tabú en la sociedad y novelística española del momento, como es el del gitano, lo que convierte la novela en una especie de epopeya, incluso con rasgos de verdadera hazaña épica. Por otro lado los temas del gitano, los guardias, los olivares, la reyerta e incluso el calor del verano recuerdan inevitablemente la temática del "Romancero gitano" de Federico García Lorca, aunque se trate de obras fundamentalmente de muy diferentes estéticas.
Con base en la novela se creó una adaptación cinematográfica en la película homónima de Mario Camus (1966) con Antonio Gades como Sebastián, el gitano.